# Departamento Metán
Das Departamento Metán liegt im Zentrum der Provinz Salta im Nordwesten Argentiniens und ist eine von 23 Verwaltungseinheiten der Provinz. Die Hauptstadt des Departamentos ist San José de Metán.
Metán grenzt im Norden an die Departamentos Capital und General Güemes, im Norden und Osten an das Departamento Anta, im Süden an das Departamento Rosario de la Frontera und im Westen an die Departamentos La Viña und Guachipas.

## Städte und Gemeinden
Das Departamento Metán ist in folgende Gemeinden (Municipios) aufgeteilt:
| - El Galpón - San José de Metán - Río Piedras - Alto del Mistol - Bajo Grande - El Tunal - Esteco - Juramento - Las Juntas | - Lumbreras - Metán - Metán Viejo - Ovejería - Punta de Agua - San José de la Orquera - Schneidewind - Yatasto |